# Çepni

Das Zeichen der Çepni

Die Çepni (Türkisch: Çepnı) waren ein bedeutender Oghusen-Stamm.
Mahmud al-Kāschgharī führte sie als 21. der 24 oghusischen Stämme auf und erwähnte ihr Zeichen.
Die Çepni sind mit den Seldschuken im 11. Jahrhundert aus Zentralasien nach Anatolien gekommen. Sie spielten bei der Eroberung Anatoliens eine große Rolle, was man daran erkennt, dass im 16. Jh. ca. 45 Ortschaften ihren Namen trugen. Sie eroberten ab 1277 die byzantinischen Städte Kerasous, Kotyora und Sinope. Die Çepni griffen bis zum Zusammenbruch des Kaiserreichs Trapezunt 1461 immer wieder die Byzantiner an. Der spanische Autor Ruy González de Clavijo berichtete während seiner Reise nach Zentralasien 1404, dass sie die Städte Giresun und Ordu kontrollieren würden. Er berichtete weiterhin, dass die Armee der Çepni etwa 10.000 Mann stark gewesen sei und unter Kontrolle des lokalen turkmenischen Herrschers Hacı Süleyman Bey gestanden hätte.
Während der Herrschaft des osmanischen Sultans Selim I. wurde die Gegend um die Provinzen Giresun und Ordu sowie Beşikdüzü, Şalpazarı, Vakfıkebir (alle drei Provinz Trabzon), Koyulhisar (Provinz Sivas) und Kürtün (Provinz Gümüşhane) als Vilâyet-i Çepni bezeichnet. In dieser Zeit galten sie aber nicht, wie aus dieser Bezeichnung herausgelesen werden könnte, als staatstragendes Element, sondern als schiitische Häretiker. Der aus Trabzon stammende Mehmet Aşık schrieb über sie: „Es ist ein Stamm von den unzivilisierten Türken, von Natur roh und von schlimmen Sitten. Ihre Sprache ist ein sehr merkwürdiges Türkisch. Unter der Vorgabe, Muslims zu sein, sind sie eine Rotte religionsloser Ketzer. Die Toren unter diesem Volke erweisen dem Schah der Schiiten eine Verehrung, nicht geringer wie — Gott behüte ! — der Gottheit. Gott vernichte sie!“
Bis auf den heutigen Tag hat der Stamm unter den Ortsnamen der Türkei Spuren hinterlassen, wo es 32 Orte mit dem Namen Çepni, Çetme, Çetmi oder Çitme gibt.